# Mustius afzelii
Mustius afzelii är en insektsart som först beskrevs av Carl Stål 1873.  Mustius afzelii ingår i släktet Mustius och familjen vårtbitare. Inga underarter finns listade i Catalogue of Life.